# Europagebouw
Het Europagebouw in Brussel is de hoofdzetel van de Europese Raad en de Raad van de Europese Unie.

## Situering
Het gebouw staat op de plek van het deels afgebroken en gerenoveerde Blok A van het Résidence Palace en is gelegen aan de Wetstraat, naast het Justus Lipsiusgebouw (de zetel van de Raad van de Europese Unie) en het Lexgebouw en tegenover het Berlaymont- en Karel de Grotegebouw, waar de Europese Commissie gevestigd is.
De gevel uit de jaren twintig getuigt van het voornemen in dit deel van Brussel een residentiële wijk te bouwen, een plan dat na de Tweede Wereldoorlog werd verlaten. Nu is de wijk een zakendistrict dat bekendstaat als de Leopoldswijk of Europese wijk.

## Ei van Van Rompuy
'Ei van Van Rompuy' is de volkse benaming van Blok A van het Résidence Palace, dat een onderdeel van de nieuwe hoofdzetel van de Europese Raad is geworden. De naam verwijst naar de Belg Herman Van Rompuy, van 2009 tot 2014 voorzitter van de Europese Raad.
Het ei is in werkelijkheid opgevat als een lantaarn, die 's nachts oplicht als symbool voor de Europese verlichtingswaarden. Het bouwwerk is een onderdeel van de vernieuwing van het Résidence Palace, waarvan de bouw in 1923 begon en dat vier jaar later klaar was. De verbouwing en vernieuwing werd ontworpen door het Brusselse architectenbureau van Philippe Samyn, samen met Studio Valle Progettazioni (architecten) en Buro Happold (ingenieurs). De werken werden uitgevoerd door aannemers Interbuild en Jan De Nul. Aan het bestaande en beschermde gebouw van Résidence Palace werd een urnvormige constructie toegevoegd van twaalf verdiepingen en 54.000 m², omgeven door een glazen kubus. De twee buitengevels zijn opgebouwd uit gerecycleerde eikenhouten ramen, afkomstig uit de 27 lidstaten van de Europese Unie. De Belgische kunstenaar Georges Meurant maakte het ontwerp voor de kleurrijke bekleding van de vergaderzaal. Via een voetgangersbrug is er een verbinding met het Justus Lipsiusgebouw. De totale investering bedroeg € 240 miljoen in nominale waarde van 2004. De verbouwing werd gedaan met zwartwerk en illegale arbeid.

## Fotogalerij

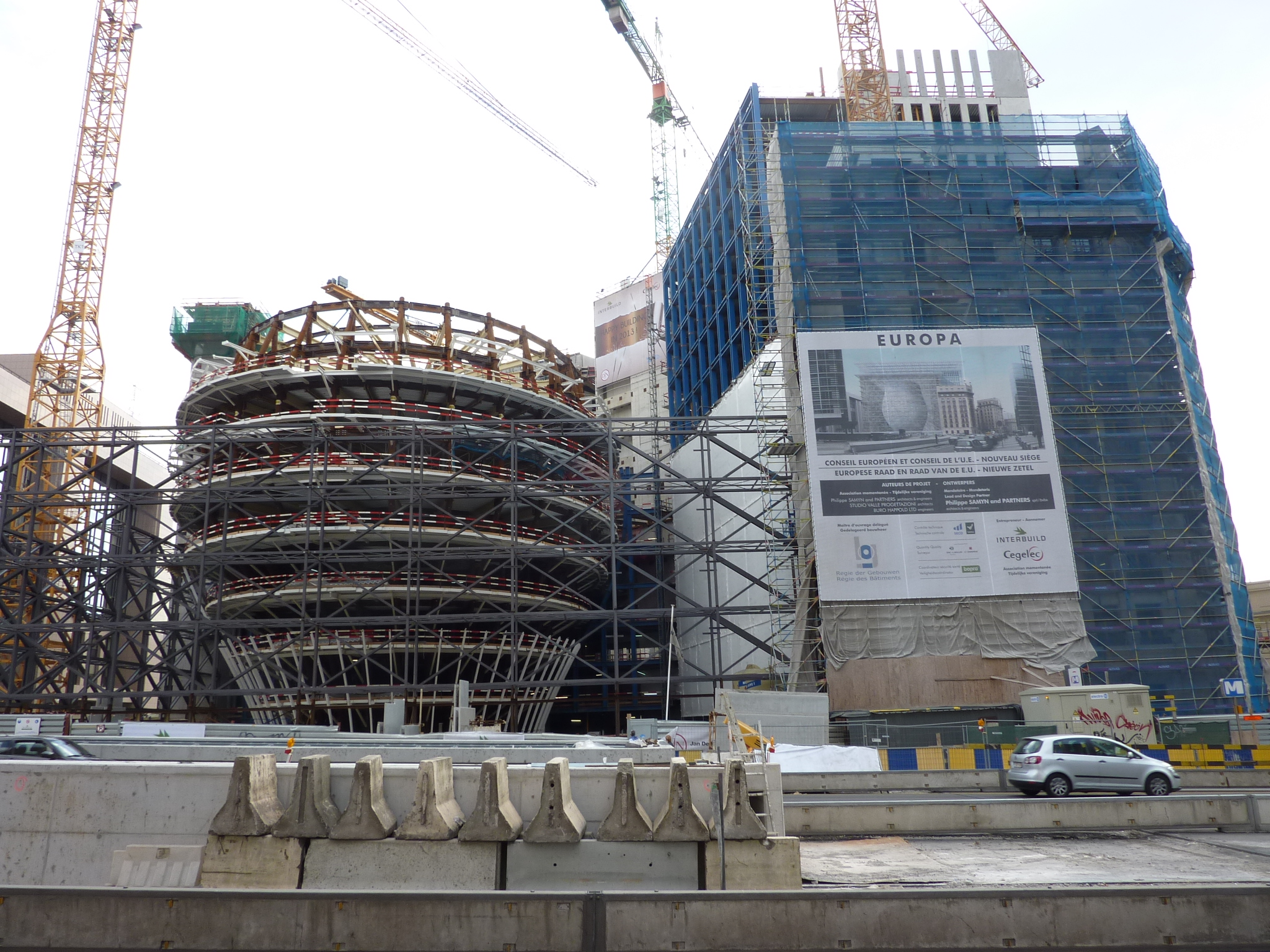
Bouw van het Europagebouw en renovatie van de gevel van Blok A van het Résidence Palace in mei 2013
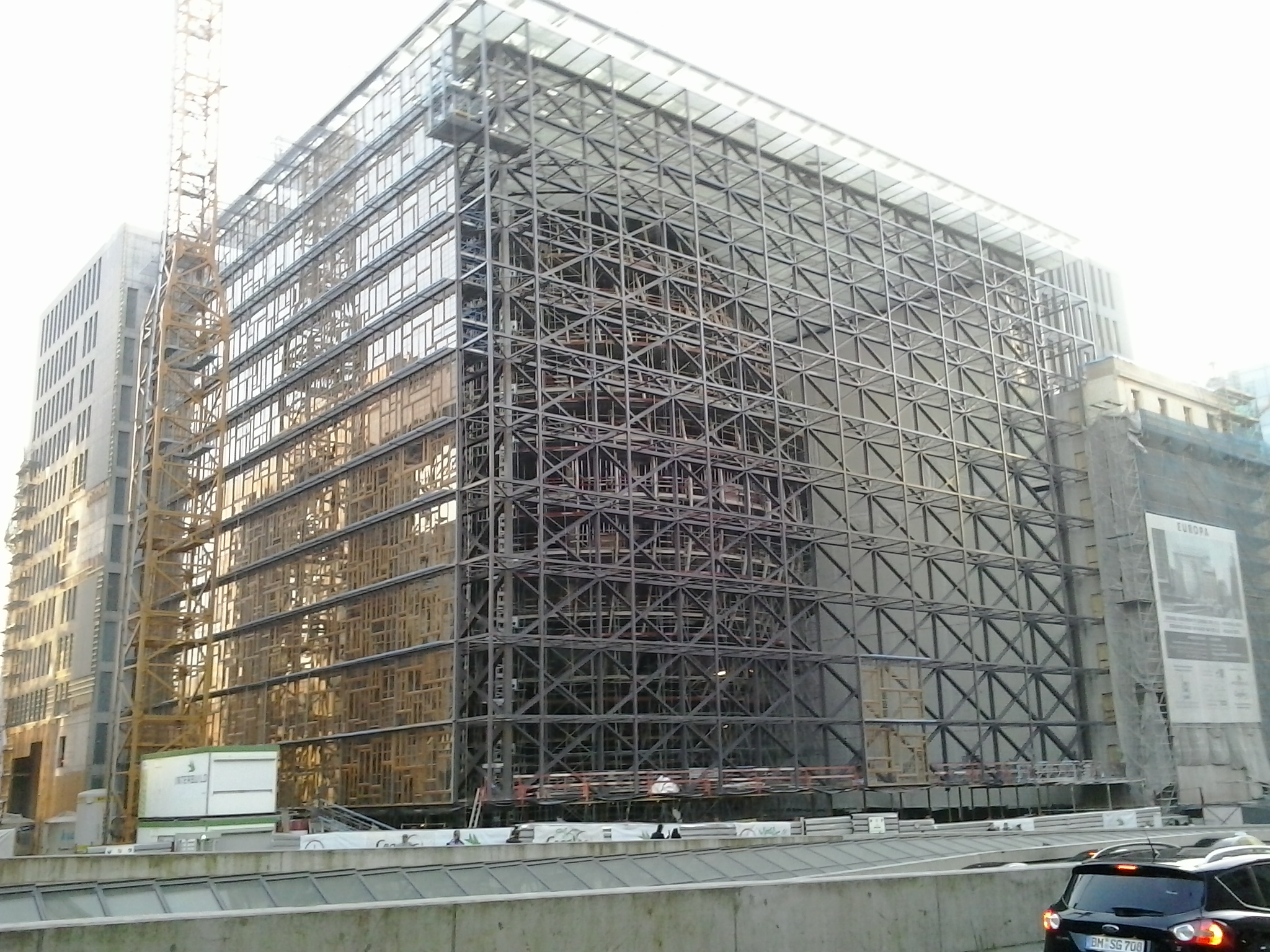
Résidence Palace Blok A in maart 2014
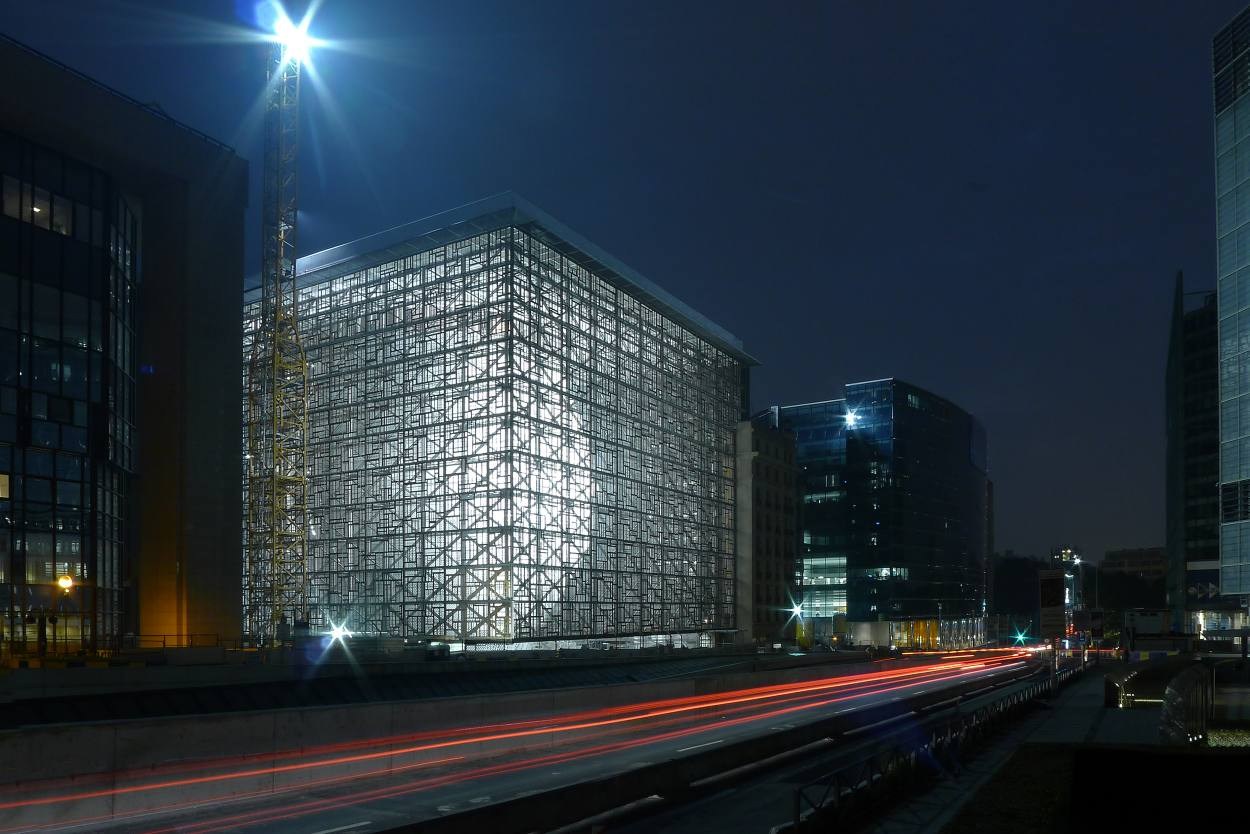
Europagebouw in februari 2016
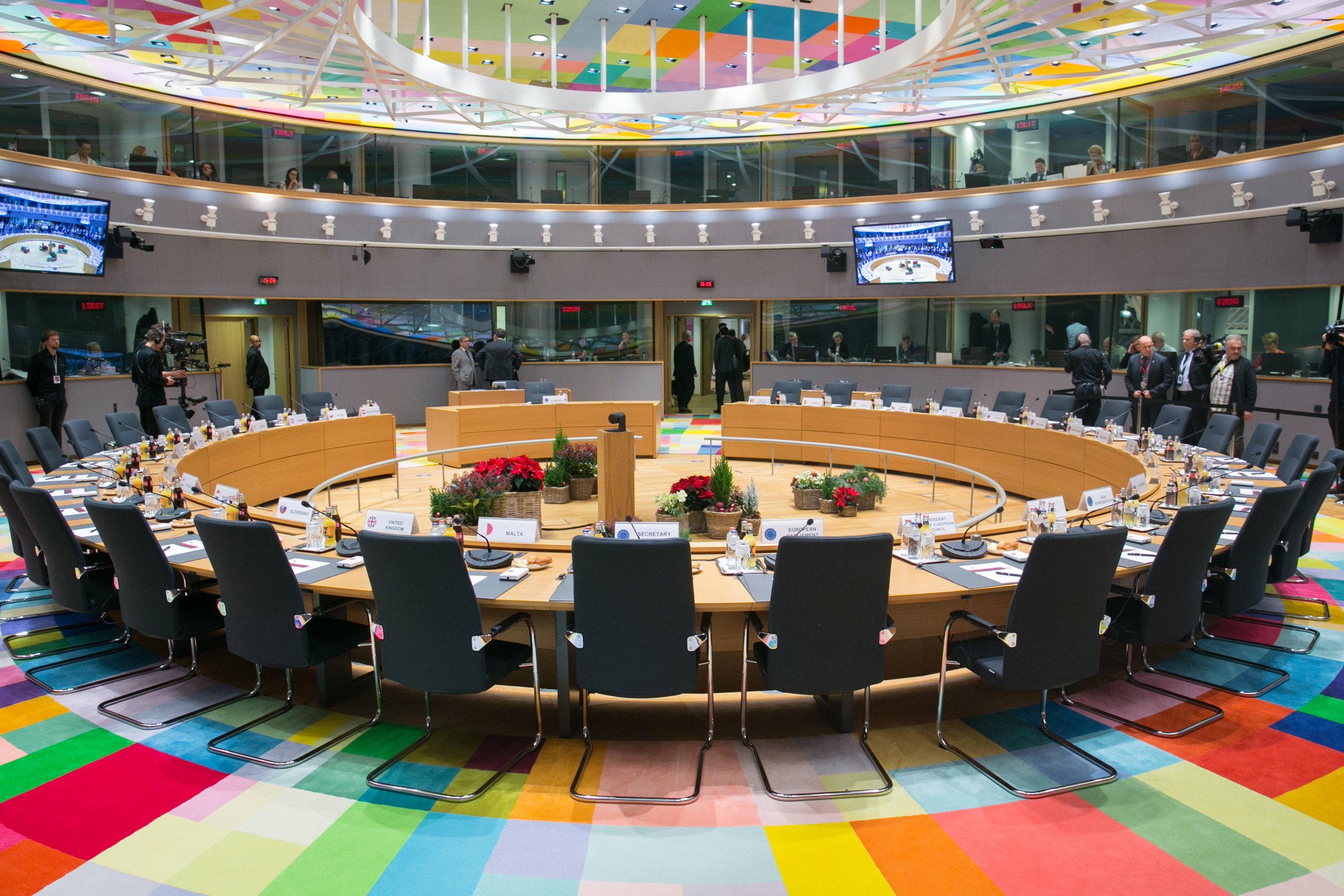
Vergaderzaal met tolkcabines
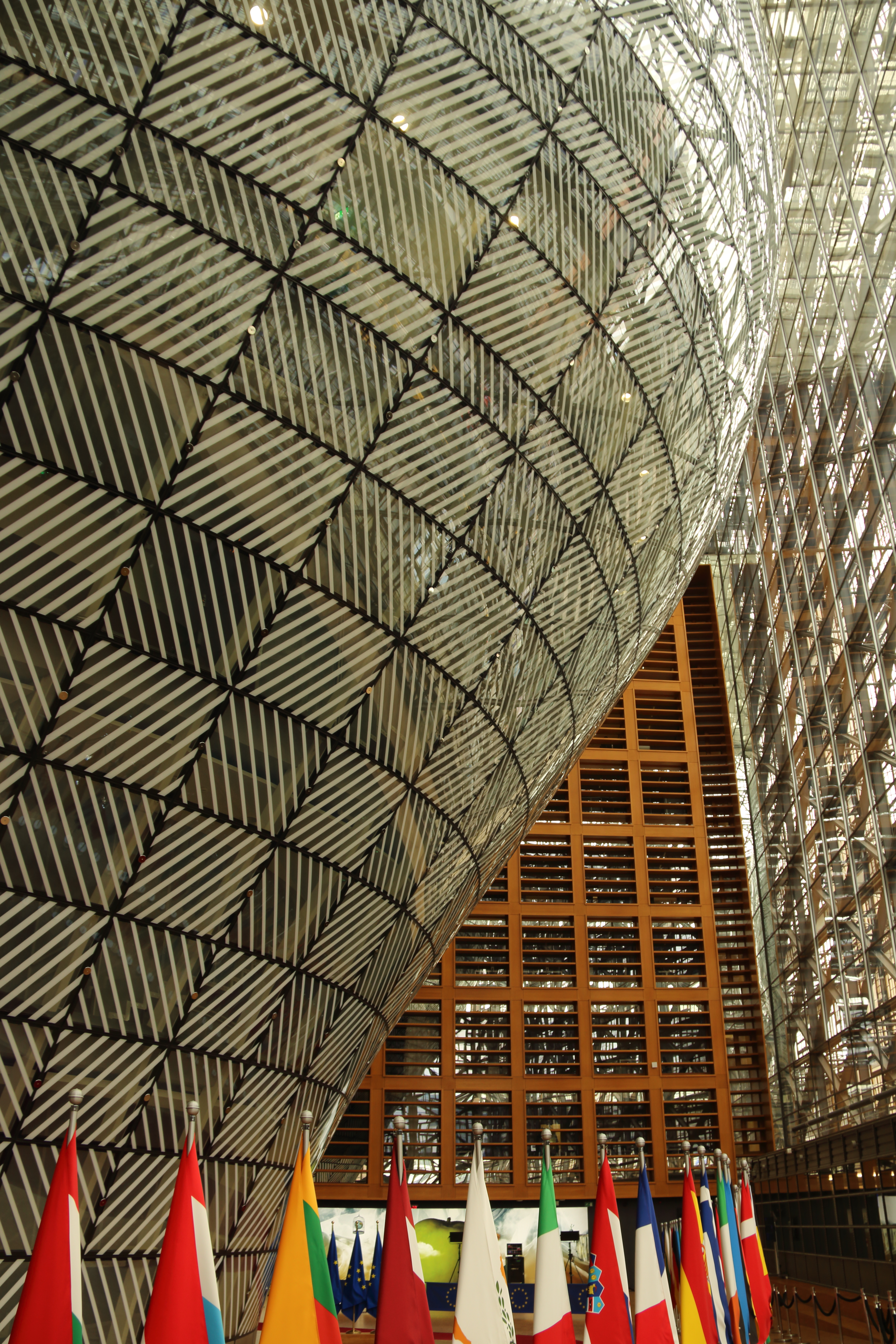
Atrium